# Korenjak
Korenjak es una localidad de Croacia en el municipio de Maruševec, condado de Varaždin.

## Geografía
Se encuentra a una altitud de 213 m s. n. m. a 86,7 km de la capital nacional, Zagreb.

## Demografía
En el censo 2011, el total de población de la localidad fue de 82 habitantes.
| Gráfica de población de Korenjak 1857-2011                          |
|                                                                     |
| Según los censos de población de la oficina estadística de Croacia. |